# Partido del Bienestar
El Refah Partisi o Partido del Bienestar fue un partido político turco famoso por su orientación islámica.
Fue fundado en 1983 por Necmettin Erbakan. Después de prosperar en las elecciones locales a principios de los años 1990, ganó casi un tercio de las curules en las votaciones nacionales legislativas de 1995, convirtiéndose en el primer partido religioso de Turquía en ganar unas elecciones generales.
Tomó posesión en 1996 a la cabeza de una nueva coalición después de haber pertenecido a una alianza de centro-derecha formada como oposición y que colapsó después de unos meses. Las políticas pro-islamistas del partido le llevaron a un conflicto con el ejército y otros órganos laicos del país, dejando el poder en 1997. Poco después fue declarado ilegal.

## Resultados electorales
| Elecciones | # de escaños | ±- | # de votos | % de votos |
| ---------- | ------------ | -- | ---------- | ---------- |
| 1987       | 0/450        |    | 1.717.425  | 7,16%      |
| 1991       | 62/450       | 62 | 4.121.355  | 16,88%     |
| 1995       | 158/550      | 96 | 6.012.450  | 21,38%     |

- Datos: Q920212
- Multimedia: Welfare Party / Q920212